# Joseph Vachal
Joseph Vachal, född 25 september 1838 i Argentat, död 1 februari 1911 i Argentat, var en fransk entomolog och politiker.
Auktorsnamnet Vachal kan användas för Joseph Vachal i samband med ett vetenskapligt namn inom zoologin; se Wikipedia-artiklar som länkar till auktorsnamnet.